# Corticotomía
La corticotomía consiste en una maniobra quirúrgica por la cual se realiza un corte o perforación en la porción cortical de un hueso. 
La corticotomía suele realizarse con instrumental cortante de mano, o rotatorio de baja o alta velocidad bajo abundante refrigeración, con minisierras reciprocantes o con instrumentos piezoeléctricos
En odontología se utiliza la corticotomía en distintas situaciones clínico/quirúrgicas:
- En los ensanchamientos de reborde óseo desdentado para expandir el proceso previo a la colocación de un implante dental.
- En cortes segmentales del proceso alveolar para desprender un fragmento en los procedimientos de  oseodistracción o distracción ósea.
- En cualquier maniobra quirúrgica donde se perfora el hueso cortical para llegar al hueso esponjoso en el caso de colocar tornillos de fijación para membranas de regeneración o para colocar miniimplantes de anclaje ortodóncico.
- Y en los procedimientos de osteotomía segmental para producir un fenómeno de aceleración regional que facilita el movimiento dental en la terapia ortodónca. La corticotomía segmental es un procedimiento quirúrgico donde se realiza una osteotomía de segmentos interdentales como técnica de aceleración osteogénica en la terapia ortodóncica. La herida quirúrgica en el hueso cortical es seguida por una transitoria ráfaga en las señales de remodelación ósea localizada en tejidos duros y blandos que da paso a la reorganización del tejido y a la cicatrización que favorece un movimiento ortodóncico en menor tiempo. Originalmente los cortes segmentales se realizaban con fresas, discos, minisierras, y actualmente con técnicas menos invasivas se han empleado instrumentos piezoeléctricos.

## Indicaciones y técnica
Tiene sus indicaciones en fallos horizontales que se pueden tratar con la regeneración ósea guiada, injertos en bloque o con mallas de titanio. Esta técnica implica paciencia y conocer la flexibilidad del hueso alveolar.
Es imprescindible utilizar un material quirúrgico adecuado.
Se han propuesto distintas prácticas para llevar a cabo una corticotomía en odontología, la técnica a escoger dependerá siempre de la finalidad de la misma:
- Expansión de la cresta ósea en sentido horizontal para la colocación de implantes, la utilización de corticotomías permite desplazar las corticales consiguiendo sustrato óseo suficiente para el alojamiento de los implantes. También permite corregir los defectos anatómicos vestibulares a modo de depresión que suelen acompañar a la cresta estrecha. Suele realizarse en estos casos con discos circulares montador en motores de baja velocidad o turbina.

- Procedimientos de distracción ósea con el fin de aumentar verticalmente el volumen del hueso en un maxilar, tal como propone Ilizarov en la técnica que lleva su nombre.

- En procedimientos ortodóncicos en adultos, con el fin de acelerar las técnicas de ortodoncia con la corticotomía.

- En ortodoncia para lograr una expansión palatina rápida en la que: La expansión rápida de paladar asistida quirúrgicamente es una de las opciones terapéuticas de los trastornos transversales del maxilar superior, consistiendo en una corticotomía de la pared lateral del maxilar combinada con una osteotomía palatina media transincisal.